# Турач червоноокий
Тура́ч червоноокий (Pternistis harwoodi) — вид куроподібних птахів родини фазанових (Phasianidae). Ендемік Ефіопії.

## Опис
Довжина птаха становить 33-35 см. Самиці є дещо меншими за самців. Верхня частина голови темно-коричнева, лоб і "брови" над очима чорнуваті, скроні сірі. Пера на горлі, грудях і боках чорні з вузькими білими краями, що формують лускоподібний візерунок. Решта нижньої частини тіла охриста, поцятковані чорними і білими смужками. Верхня частина тіла і крила сірувато-коричневі, поцятковані нечіткими чорними і охристими смужками. Очі карі, навколо очей плями голої червоної шкіри. Дзьоб і лапи червоні, у самців на лапах є шпори. У самиць забарвлення загалом більш коричневе, шпори відсутні.

## Поширення і екологія
Червоноокі турачі мешкають у високогірних районах Центральної Ефіопії, на південь від озера Тана, в басейні Голубого Нілу. Вони живуть в чагарникових заростях на гірських схилах та на берегах річок і озер, в заростях рогозу на берегах річок і струмків, в акацієвих заростях та на покринутих сільськогосподарських землях. Зустрічаються на висоті від 1200 до 2600 м над рівнем моря. Живляться насінням трав, зокрема плоскухи, бульбами діоскореї, ягодами щириці та інших рослин, зерном і безхребетними, зокрема термітами. Імовірно, червоноокі турачі є полігамними. Сезон розмноження триває з серпня по грудень, в кладці від 3 до 10 яєць.

## Збереження
МСОП класифікує стан збереження цього виду як близький до загрозливого. За оцінками дослідників, популяція червонооких турачів становить від 10 до 20 тисяч птахів. Їм загрожує знищення природного середовища і полювання.